# Mratinje
Mratinje (srbsky Мратиње) je přehradní nádrž, která se nachází v Černé Hoře, na severu jejího území na řece Piva. Má rozlohu 112,5 km² a je druhou největší vodní plochou v zemi po Skadarském jezeře. Byla dokončena v roce 1975.

## Hráz

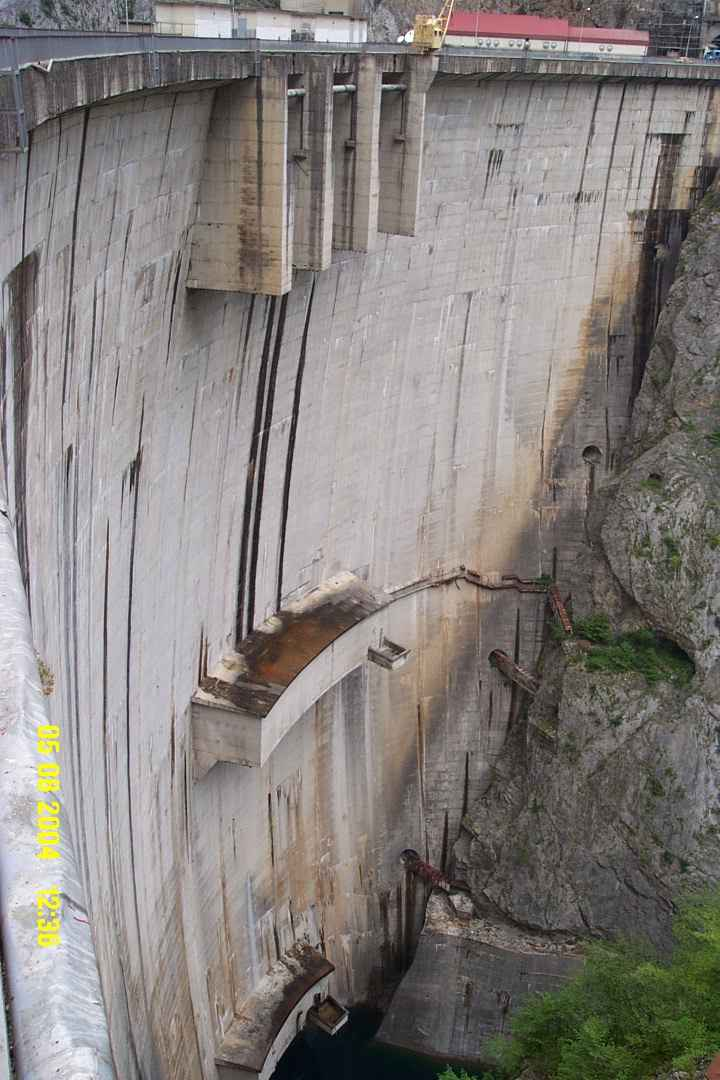
Přehradní hráz

Přehradní hráz je vysoká 200 m a je tedy jednou z nejvyšších v Evropě. Její délka činí 268 m, tloušťka 4,5 m u její horní hrany, 36 m pak u země.

## Historie
Před výstavbou vodní elektrárny a zahrazením kaňonu byla za pomoci Jugoslávské lidové armády přeložena z údolí silnice.
Při budování nádrže v 70. letech muselo být přestěhováno okolo 1000 lidí, postaveno pro ně bylo nové město Plužine na břehu právě napuštěného jezera. Při budování hráze se spotřebovalo 820 000 m³ betonu a 5 tisíc tun oceli. Rovněž byl za mezinárodní účasti přemístěn i pravoslavný klášter Pivski monastir ze 16. století (rozebrán a kus po kusu převezen 3,5 km daleko na nové místo, kde byl opět sestaven).
Na stavbě přehrady pracovalo okolo tisíce lidí v těžkých podmínkách. Práce trvaly deset let.